# Bazzano
Bazzano és un antic municipi italià, que estava situat a la regió d'Emília-Romanya i a la província de Bolonya. L'any 2004 tenia 6.386 habitants.
L'1 de gener de 2014 es va fusionar amb els municipis de Castello di Serravalle, Crespellano, Monteveglio i Savigno, i es va crear així el nou municipi de Valsamoggia.